# Aniridia
Per Aniridia in campo oftalmico (oculistica) si intende l'assenza congenita, completa o quasi, ad entrambi gli occhi dell'iride. La malattia è di tipo autosomico dominante o recessiva, ovvero a carattere ereditario.

## Sintomatologia
La malattia consiste nell'assenza parziale o totale dell'iride a volte associata a cataratta, glaucoma, ipoplasia foveale.
L'aniridia è una patologia estremamente rara determinata dalla mutazione del gene Pax6, situato nel cromosoma 11, e può essere ereditaria (da genitori portatori della stessa mutazione) o sporadica (quando si manifesta per la prima volta in un individuo nato da genitori non portatori). La parola “aniridia” significa “assenza di iride” ed in effetti è questa la caratteristica più evidente della patologia, che determina fotofobia e abbagliamento. Tuttavia molte altre strutture dell'occhio possono essere interessate da alterazioni più o meno gravi che provocano l'insorgenza di patologie associate, fra cui: glaucoma (elevata pressione del liquido all'interno del bulbo oculare che, se non controllata, produce danni irreversibili alla retina e al nervo ottico); cataratta; opacità della cornea; sviluppo ridotto della macula (l'area della retina deputata alla visione di dettaglio) e del nervo ottico. Per queste ragioni, le persone affette da aniridia hanno mediamente una capacità visiva situata fra 1 e 2 decimi e devono sottoporsi a frequenti controlli. Inoltre, poiché la vista svolge una funzione guida in tutte le aree dello sviluppo dell'individuo (motoria, psichica, cognitiva, affettiva), i bambini affetti da aniridia – come tutti i bambini ipovedenti - hanno bisogno di essere seguiti con particolare attenzione per minimizzare i problemi dovuti alla ridotta capacità visiva.
Le mutazioni che causano l'aniridia sporadica possono anche coinvolgere la regione WT1 adiacente alla regione AN2 la cui delezione è responsabile dell'aniridia, causando un cancro del rene denominato nefroblastoma o tumore di Wilms. Spesso questi pazienti soffrono anche di anomalie urogenitali e ritardo mentale (sindrome WAGR).
L'aniridia è considerata dal Ministero della Salute una malattia rara e per questo esente dalle spese sanitarie (codice esenzione RN0110). In genere vengono definite malattie rare quelle patologie gravi, invalidanti e prive di terapie specifiche che presentano una bassa prevalenza in Europa, meno di 5 casi su 10 000 pazienti, esse rappresentano un problema sociale in quanto i pazienti spesso trovano difficoltà ad ottenere diagnosi e cure adeguate.
Per le malattie invalidanti è possibile anche chiedere il riconoscimento di invalidità civile, in particolare se il soggetto è minore e frequenta una scuola, un asilo o un centro di formazione è possibile ottenere l'indennità di frequenza che viene erogata sotto forma di assegno mensile con domanda da presentare alla propria ASL competente.

## Eziologia
Il gene responsabile per l'aniridia è lo stesso gene che è responsabile per la crescita dell'occhio, questo aspetto può comportare complicazioni di tipo oculistico durante la crescita. Il gene si chiama Pax6 del cromosoma 11, p13.

## Esami
In generale è necessario procedere con tutti i controlli connessi con i sintomi presenti o eventuali associazioni; particolarmente importante è la misura periodica del tono endo-oculare. L'aniridia può essere a volte associata al tumore di Wilms, quindi si utilizza l'ecografia renale come esame di controllo per questa eventuale associazione. L'aniridia si manifesta anche nella sindrome WAGR che comprende oltre a questa patologia, il tumore di Wilms, malformazioni genitourinarie e ritardo mentale.

## Terapia
Il trattamento è semplicemente di supporto, l'uso di occhiali scuri o lenti speciali possono diminuire la fotofobia; è necessario considerare tutte le precauzioni e gli accorgimenti necessari per minimizzare i problemi derivanti dall'ipovisione.

## Prognosi
Attualmente non esistono cure risolutive e l'aniridia è un disturbo incurabile, da questo punto di vista la prognosi può definirsi infausta. Per quello che riguarda le eventuali patologie associate, ognuna di esse può manifestarsi con modalità e con esiti molto diversi da paziente a paziente.

## Associazioni
L'associazione "Aniridia Italiana" è nata per riunire le persone affette da questa patologia e per cercare di sviluppare insieme alcuni obiettivi, quali: conoscersi e scambiare informazioni su diagnosi e terapia, aspetti di vita quotidiana, uso di lenti a contatto, occhiali e ausilii ottici, rapporti con la scuola, rapporti con le istituzioni. Promuovere una migliore conoscenza della patologia che permetta di sviluppare terapie efficaci e prassi condivise su tutto il territorio. Collaborare allo sviluppo della ricerca in questo settore, costituendo un gruppo di riferimento per i ricercatori interessati a condurre studi epidemiologici sulla patologia. Coordinarsi con le associazioni straniere omologhe e più in generale con le associazioni italiane e straniere che si occupano di malattie rare.